# Eulàlia Duran i Grau
Eulàlia Duran i Grau (Barcelona, 2 d'abril de 1934) és una historiadora catalana.

## Biografia
Filla d'Hermínia Grau i Aymà i d'Agustí Duran i Sanpere, és catedràtica emèrita de filologia catalana a la Universitat de Barcelona des del 1977. Es doctorà en història moderna per la Universitat de Barcelona el 1979 i s'ha especialitzat en l'estudi de la societat i la cultura del segle xvi als Països Catalans.
Contragué matrimoni amb l'editor, polític i historiador de la literatura catalana Max Cahner i Garcia, matrimoni que el 1986 l'església declarà nul. El 1983 va guanyar el Premi Crítica Serra d'Or de recerca per Les germanies als Països Catalans. Ha escrit articles a les revistes Els Marges i L'Espill.
El 1987 ingressà a l'Acadèmia de Bones Lletres de Barcelona i el 2006 va rebre la Creu de Sant Jordi. És membre de l'Institut d'Estudis Catalans des de l'any 1990, i també és sòcia d'honor de l'Associació d'Escriptors en Llengua Catalana. L'any 2022 va rebre el primer Premi d'Honor de la Història atorgat per la revista Sàpiens per la seva recerca sobre el Renaixement i per la seva tasca en el foment dels estudis històrics sobre els Països Catalans.

## Obres
- Les Germanies als Països Catalans (1982)
- Lluís Ponç d'Icard i el "Llibre de les grandeses de Tarragona" (1984),
- Història de Barcelona (1975) dirigida per Duran i Sanpere
- Història dels Països Catalans (1981) dirigida per Albert Balcells i González
- Orientacions bibliogràfiques sobre literatura catalana moderna (1474-1833) (1993)
- Renaixement a la carta (1996) amb Pep Solervicens
- Edició crítica de Los col·loquis de la insigne ciutat de Tortosa, de Cristòfor Despuig (1981),
- Edició crítica de la Passió de Cervera (1984)
- Dels fets e dits del gran rey Alfonso. Versió catalana del segle xv de Jordi de Centelles (1990)
- Lluís Nicolau d'Olwer. Cartes a Hermínia Grau i Aymà (1995), en col·laboració amb M. Albet
- Profecia i revolta social al regne de València a l'inici del segle XVI (1996)
- Profecia i poder al Renaixement: texts profètics catalans favorables a Ferran el Catòlic (1997), amb J. Requesens
- Repertori de manuscrits catalans (1474-1620) (1998)
- Literatura catalana moderna (2000)